# کراک کوکائین

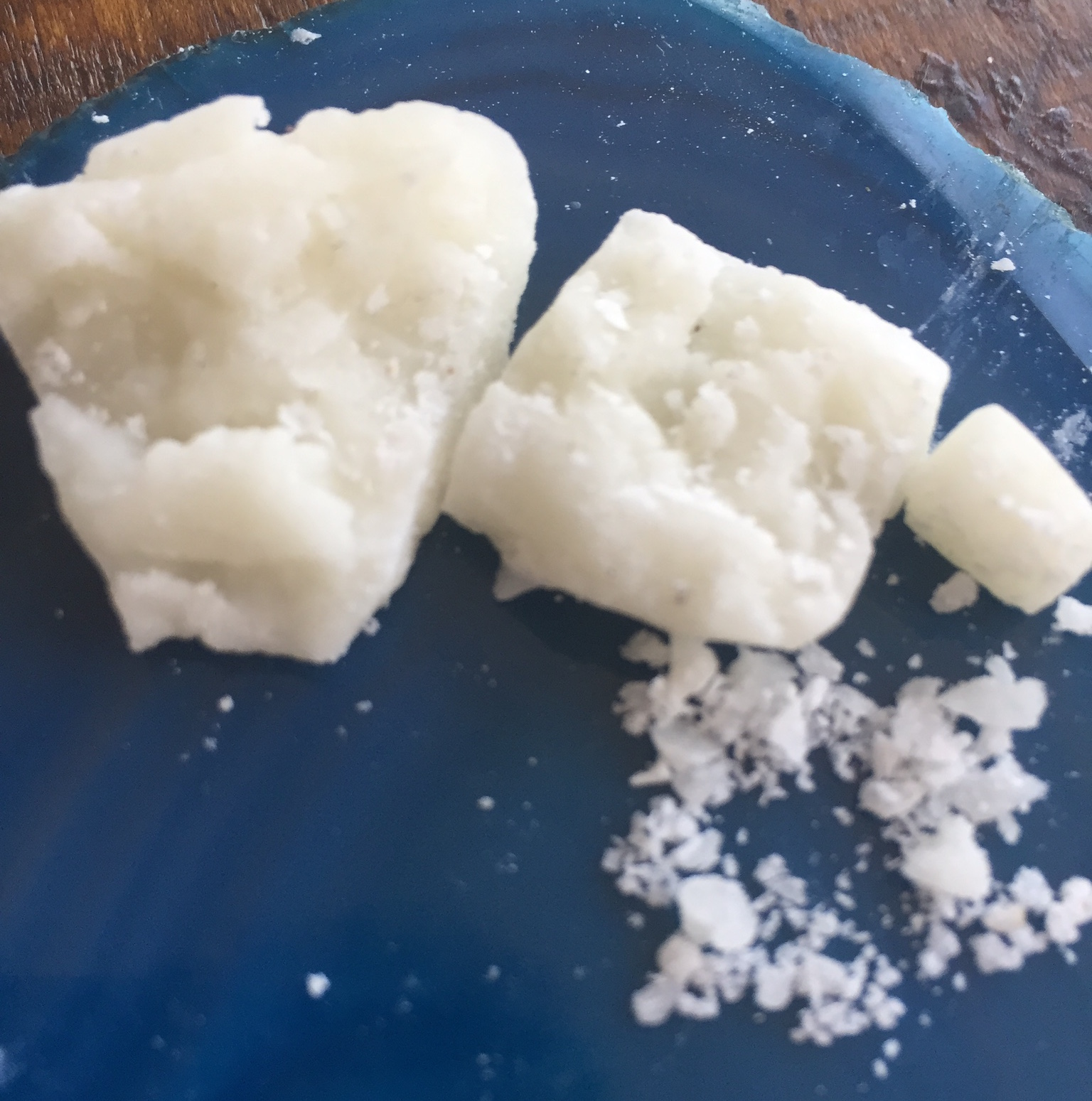
۲ گرم کراک کوکائین

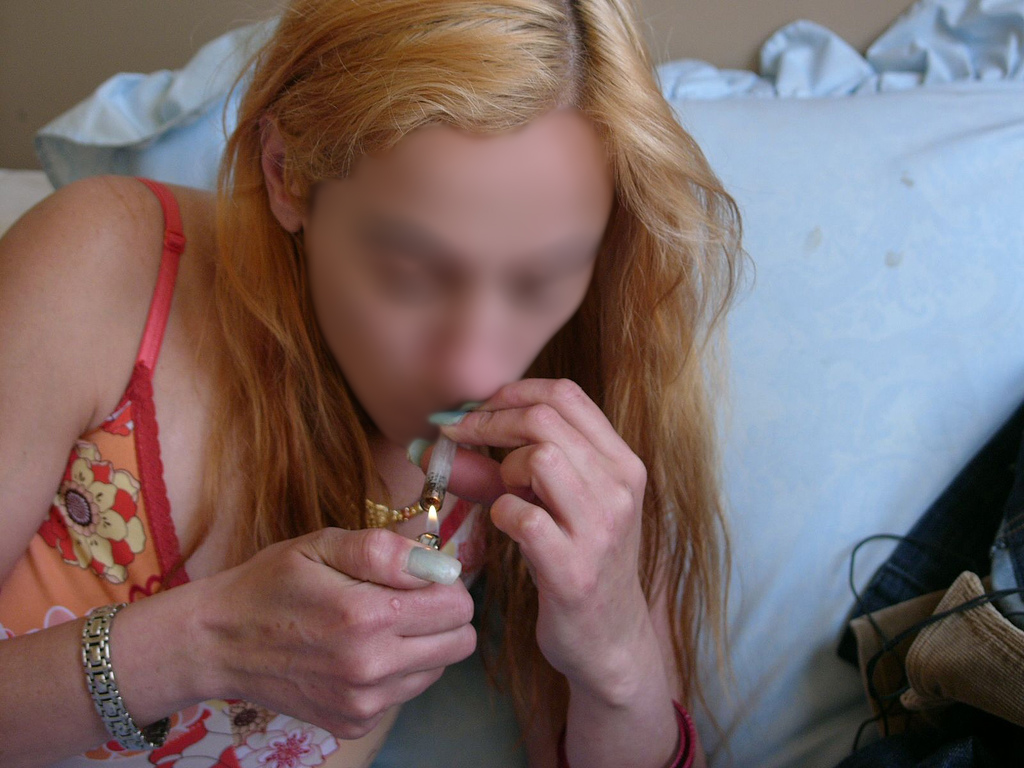
تدخین کراک کوکائین

کراک کوکائین یا کوکائین بیس  نوعی ماده مخدر با منشأ کوکائین می‌باشد و باور بر این است که از اوائل دهه ۸۰ میلادی ابداع شده‌است. کراک به صورت تکه‌های بلور است که به صورت تدخینی مصرف می‌شوند. در ترکیب کراک کوکائین، نمک کلرید آمونیوم و مقدار کمی آب وجود دارد. برای افزایش حجم کراک در تولید آن از بی‌کربنات سدیم (جوش شیرین) هم استفاده می‌شود. کوکائینی که از فرایند تخلیص کراک به‌دست می‌آید درجه خلوص بالائی دارد.
علت نام‌گذاری کراک صدایی است که هنگام گرم کردن بلورها در اثر تبخیر آب ایجاد می‌شود. تفاوت کراک با کوکائین از نظر شیمیایی در آن است که برای تهیهٔ کوکائین به شکلی که قابل تزریق باشد، لازم است که آن را با اسید کلریدریک خنثی کنند. کراک در واقع فرم خنثی‌نشدهٔ کوکائین است. کراک ناخالص برخلاف انواع خالص‌تر کوکائین دارای قیمت پائینی است که باعث علاقه بیشتر به آن در میان اقشار پائین جامعه می‌شود. در ایالات متحده مجازات همراه داشتن پنج گرم کراک حداقل پنج سال زندان می‌باشد که این برابر با مجازات همراه داشتن نیم کیلو پودر کوکائین است. بدین ترتیب قیمت پائین (نسبت به کوکائین)، وابستگی روحی و ضررهای بازگشت‌ناپذیر جسمی از مشخصه‌های کراک کوکائین هستند.

## عوارض و تأثیرات
اثرات جسمی مصرف این مواد عبارت است از: خشک شدن دهان، عرق کردن، افزایش ضربان قلب و فشار خون، و بی اشتهایی. در دوزهای بالاتر افراد دچار اضطراب و دستپاچگی شدید می‌شوند. تأثیرات کشیدن کوکائین از راه بینی بلافاصله بعد از مصرف آغاز شده و در صورتی که مصرف تکرار نشود، تا حدود ۳۰ دقیقه ادامه پیدا می‌کند. اثرات کشیدن کراک بسیار زودتر از این آغاز شده و زودتر نیز از بین می‌رود. مصرف دوز بالای این مواد، یا تکرار مصرف همان دوز قبلی در طول یک ساعت، می‌تواند باعث بروز اضطراب شدید شود. با دفع شدن مواد از بدن، اثرات آن نیز به تدریج از بین می‌رود. مصرف‌کنندگان این مواد، در زمان مصرف احساس نئشگی و پرانرژی بودن کرده و بلافاصله بعد از ناپدید شدن این اثرات، دچار خستگی و افسردگی می‌شوند. مصرف دوز بسیار زیاد می‌تواند باعث بروز اختلالات تنفسی یا ایست قلبی شود."